# 廖凡
廖 凡（リャオ・ファン、リアオ・ファン、1974年2月14日 - ）は、中国の俳優である。湖南省長沙市出身。

## 経歴
2004年に出演した『緑帽子』で、第18回シンガポール国際映画祭最優秀男優賞を受賞する。2008年、『一半海水，一半火燄』で主演を務める。2012年、『ライジング・ドラゴン』に出演する。2014年の第64回ベルリン国際映画祭にて、『薄氷の殺人』で銀熊賞を受賞する。

## フィルモグラフィー

### 映画
- 像鶏毛一样飛（2001年）
- 恋愛中のパオペイ（2002年）
- 天黒請閉眼（2003年）
- 緑帽子（2004年）
- 求求你，表揚我（2004年）
- 好奇心は猫を殺す（2006年）
- 戦場のレクイエム（2007年）
- 落葉帰根（2007年）
- 一半海水，一半火燄（2008年）
- 用心跳（2009年）
- 狙った恋の落とし方。2（2010年）
- 赤い星の生まれ（2010年）
- さらば復讐の狼たちよ（2010年）
- ラブ・オン・クレジット（2011年）
- 失恋の33日（2011年）
- ライジング・ドラゴン（2012年）
- 薄氷の殺人（2014年）
- ファイナル・マスター（2015年）
- 犯罪心理分析官（2017年）
- 邪不圧正（2018年）
- 帰れない二人（2018年）
- 雪暴 白頭山の死闘（2019年）
- 鵞鳥湖の夜（2019年）
- トレマーズ 砂の王国（2022年）
- バウンド・イン・ヘブン（2025年）

### テレビドラマ
- 雨のシンフォニー（2000年）
- さよならバンクーバー（2004年）
- 大いなる愛～相思樹の奇跡～（2008年）
- 孫子《兵法》大伝（2010年）
- ロング・ナイト 沈黙的真相（2020年）

## 受賞
- 2005年 - 第18回シンガポール国際映画祭最優秀男優賞（『緑帽子』）
- 2014年 - 第64回ベルリン国際映画祭銀熊賞（『薄氷の殺人』）